# Hyperolius schoutedeni
Espèce
Statut de conservation UICN

 LC  : Préoccupation mineure
Hyperolius schoutedeni est une espèce d'amphibiens de la famille des Hyperoliidae.

## Répartition
Cette espèce est présente dans la moitié Nord de la République démocratique du Congo et au Mpassa (Gabon). Sa présence est incertaine en République centrafricaine, en République du Congo et au Soudan du Sud,.

## Étymologie
Cette espèce est nommée en l'honneur de Henri Schouteden.

## Publication originale
- Laurent, 1943 : Les Hyperolius (Batraciens) du Musee Congo. Annales du Musée Royal du Congo Belge, Sciences Zoologiques, Tervuren, vol. 4, p. 61-140.